# Ларионов, Виктор Александрович
Ви́ктор Алекса́ндрович Ларио́нов (13 [25] июля 1897, Санкт-Петербург — 1 декабря 1988, Мюнхен) — участник обеих мировых войн и Гражданской войны в России, деятель Белого движения, русский националист, первопоходник, галлиполиец, публицист, террорист и общественный деятель.

## Биография

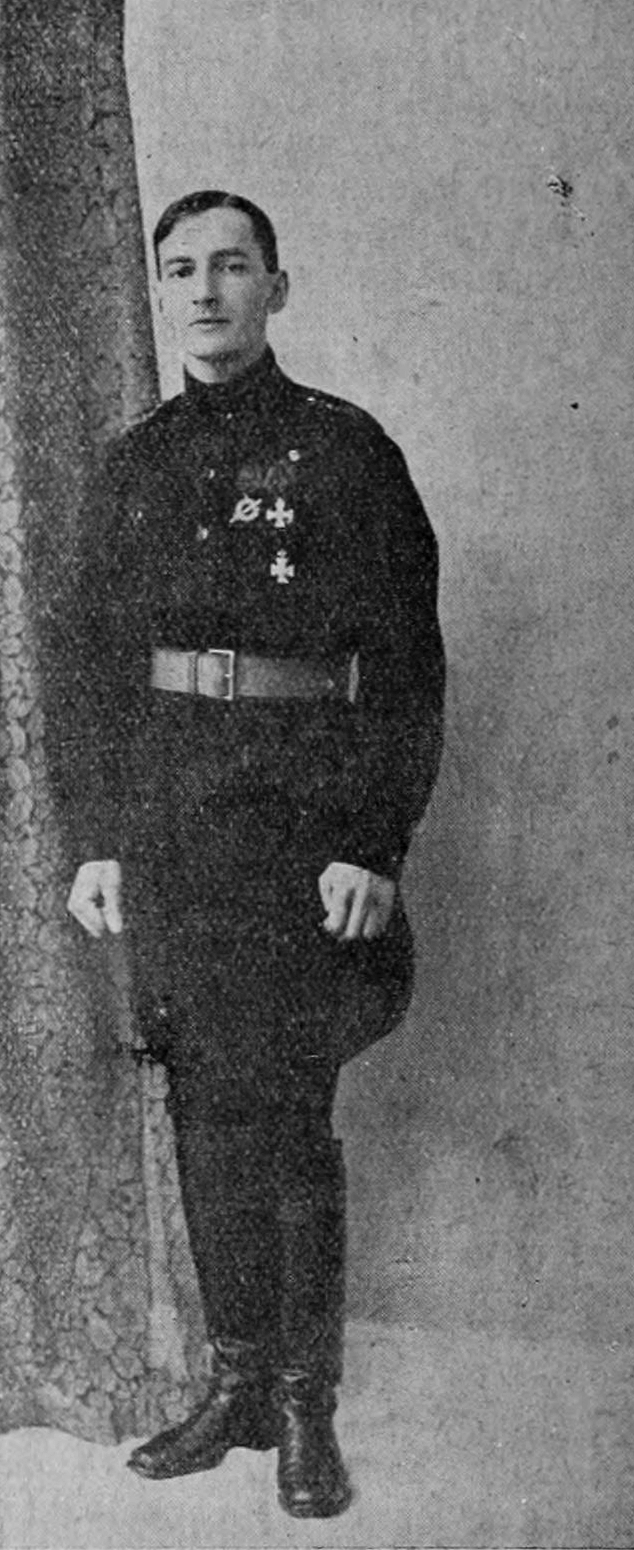
Капитан Ларионов в 1924 году

### Участие в Гражданской войне в России
Окончил 13-ю Петроградскую гимназию в 1916 году. С сентября 1916 обучался морскому делу в Отдельных гардемаринских классах. Вернувшись в мае 1917 с Дальнего Востока, где он проходил морскую практику на крейсере «Орёл», нашёл гардемаринские классы в крайней степени революционного разложения. Принял решение перевестись в Константиновское артиллерийское училище, которое по случаю войны перешло на ускоренные полугодичные курсы; поступил в него в мае того же года. Курс обучения в училище окончить не смог из-за Октябрьских событий в Петрограде.
В первых числах ноября в числе других юнкеров нелегально выехал на Дон, где началось формирование Алексеевской организации, создаваемой в качестве «организованной военной силы, …противостоять надвигающейся анархии и немецко-большевистскому нашествию»:гл. XIV.
По прибытии на Дон Ларионов с товарищами по училищу был зачислен в первое формирование Алексеевской организации — Юнкерский батальон в сводную Михайловско-Константиновскую артиллерийскую батарею — первую артиллерийскую часть Добровольческой армии, в которую были зачислены все юнкера-артиллеристы, прибывшие на Дон из этих двух артиллерийских училищ. Участвовал в первых зимних боях Добровольческой армии и был ранен близ станции Нахичевань-на-Дону 27 ноября при попытке лояльных Донскому правительству войск выбить восставших красных из захваченного ими Ростова-на-Дону.
В «Больнице общества Донских врачей», куда Ларионов был доставлен для излечения, сёстрами милосердия добровольно работали дочери вождей Белого движения — Клавдия Михайловна и Вера Михайловна Алексеевы и Наталья Лавровна Корнилова. Раненых добровольцев в больнице неоднократно навещали и высшие чины армии — атаман Каледин, Лавр Корнилов, Михаил Алексеев. После выздоровления и выписки из больницы, в начале февраля 1918 г., Ларионов вернулся в свою сводную батарею.
22 февраля Добровольческая армия, теснимая многократно превосходящими её численно отрядами сторонников советской власти, вышла из Ростова-на-Дону в Первый Кубанский поход, которому позднее было дано название «ледяной». 26 февраля Ларионов, в числе всех прочих юнкеров-участников похода, был произведён генералом Корниловым в прапорщики. Юнкерская батарея была переименована в «Первый лёгкий артиллерийский дивизион» и придана Офицерскому батальону под командованием ген. С. Л. Маркова.
Принимал участие в боях Второго Кубанского похода, обороне каменноугольного бассейна зимой 1918—1919 гг. и в Походе на Москву. По мере роста Добровольческой армии дивизион, в котором служил Ларионов, был преобразован в Марковскую артиллерийскую бригаду 6-батарейного состава. Командиром 1-го орудия 6-й батареи был назначен Ларионов.
В октябре 1919 был ранен во второй раз. Из госпиталя вышел в канун Новороссийской катастрофы. Был эвакуирован в Крым на пароходе «Маргарита» в составе своей батареи. Из-за отсутствия места на судне пушки пришлось утопить у причалов Новороссийского порта, а прочее имущество уничтожить.
6-я батарея артиллерийской генерала Маркова бригады в Крыму так и не была восстановлена из-за нехватки орудий. Офицеры 6-й батареи были причислены к 1-й батарее, которая была брошена на Перекопские укрепления, отбивать весеннее наступление красной 13-й армии на Перекоп. После начала наступательных боёв в Северной Таврии, из-за отсутствия орудий для возрождения 6-й батареи, Ларионов записался в формирующийся «Конно-артиллерийский взвод при конвое генерала Кутепова», где продолжил службу до Крымской эвакуации.
Во время прорыва 1-й Конной армии с Каховского плацдарма в направлении на Перекоп, с целью отрезать от Крыма группировку Русской армии, находящуюся в Северной Таврии, личный конвой Кутепова и новобранцы из мобилизованных бывших пленных красноармейцев, сведённые в запасной Корниловский полк, были брошены на защиту железнодорожного сообщения Мелитополь — Крым. Белые были рассеяны. Бывшие красноармейцы сдавались без боя, а те, кто сопротивлялся, были зарублены красной конницей. В этом бою Ларионов, несмотря на то, что лошадь под ним была ранена, проявил мужество — во время преследования красными кавалеристами, сумел, отстреливаясь, убить двоих преследователей, остальные отстали. Ларионов присоединился к отступающим белым частям на лошади убитого им будённовца.
На фоне общих панических настроений, царивших в эти дни в белых частях, мужество Ларионова произвело такое впечатление на командование, что впоследствии, в Галлиполийском лагере, Ларионов был назначен командиром «Офицерского взвода конвоя генерала Кутепова». Закончил гражданскую войну в чине капитана.

### В эмиграции между мировыми войнами
В 1921 году уехал из Галлиполийского лагеря к родственникам в Финляндию, где принял активное участие в деятельности РОВС. Стал членом тайной Боевой организации генерала Кутепова, которая летом 1927 года, после разрыва британско-советских отношений и ожиданий начала новой войны с Советской Россией решила усилить террористическую деятельность на территории СССР.
В СССР было заброшено несколько террористических групп, но только тройке под началом Ларионова (двумя другими участниками группы были бывшие гимназисты русской гимназии в Гельсингфорсе Сергей Соловьёв и Дмитрий Мономахов) удалось осуществить террористический акт и затем покинуть СССР.
В ночь на 1 июня 1927 года группа Ларионова в сопровождении финского проводника тайно пересекла советско-финскую границу по реке Сестре. После долгих блужданий по советской территории Ларионов вывел группу в знакомый ему с юности лесок под Левашово и устроил в нём «базу». В Ленинград было совершено несколько ходок, кончавшихся неудачей. Только 7 июня, со второй попытки, группа совершила теракт в здании «Агитпропагандного Отдела Ленинградской Коммуны» по адресу наб. Мойки, д. 59, забросав место заседания коммунистов гранатами, ранив, по советским данным, 26 человек. После совершения теракта группа вернулась на территорию Финляндии. За этот теракт, по требованию советских властей, в сентябре 1927 Ларионов был выслан из Финляндии и поселился во Франции.
:7—8
В середине 1930-х Ларионов создал и возглавил военизированную молодёжную организацию «Белая идея», которая ставила своей задачей воспитание белых бойцов нового поколения: «появление в будущей борьбе воина — политического инструктора, несущего не только меч и огонь, но и творческую одухотворённую идею. Суровость, закалённость, дисциплинированность солдата, соединённая с энтузиазмом, монашеским экстазом революционера… Общепонятной, краткой, лишённой расплывчатости, неясности и философских рассуждений идеологии, а наряду с этим стрельбу, бокс, спортивные нормы и военные знания».
Тогда же у него появились подозрения в измене генерала Скоблина — одного из руководителей РОВС. Подозрения возникли, когда Скоблин предложил Ларионову вновь нелегально пробраться в Ленинград, «для руководства тайной белой группы», хотя Ларионов знал из своих источников, что все «белые группы» на территории СССР были разгромлены. Ларионову удалось разрушить планы Скоблина по отправке в СССР на верную гибель белых бойцов.:9
В декабре 1937 года «Белая идея» присоединилась к дальневосточной Русской фашистской партии. В 1938 году, после прихода к власти во Франции социалистического блока, Ларионов, в числе других белых эмигрантов, как «нежелательный элемент», был выслан в Германию, где стал штатным сотрудником русскоязычной белоэмигрантской газеты «Новое слово».

### Вторая мировая война
В 1939 году Ларионов возглавил вновь созданную Национальную организацию русской молодёжи (НОРМ), в которой объединились все ранее существовавшие белоэмигрантские молодёжные организации Германии.
В 1941 году Ларионов в качестве корреспондента «Нового слова» служил в оккупированном Смоленске. По некоторым сведениям, в это время был сотрудником Абвера. В 1941-1944 гг. работал переводчиком «восточного министерства» Розенберга. Позднее служил в Русской освободительной армии в должности офицера по особым поручениям (разведка и контрразведка).

### После войны
Проживал в Мюнхене. Печатался по вопросам истории Белого движения. В августе 1946 года Ларионов работал в отделе технической разведки Управления стратегических служб и был сокращен в связи с реорганизацией. Затем предположительно работал на Радио «Свободная Европа» и был информатором баварского отделения Бюро по защите Конституции.

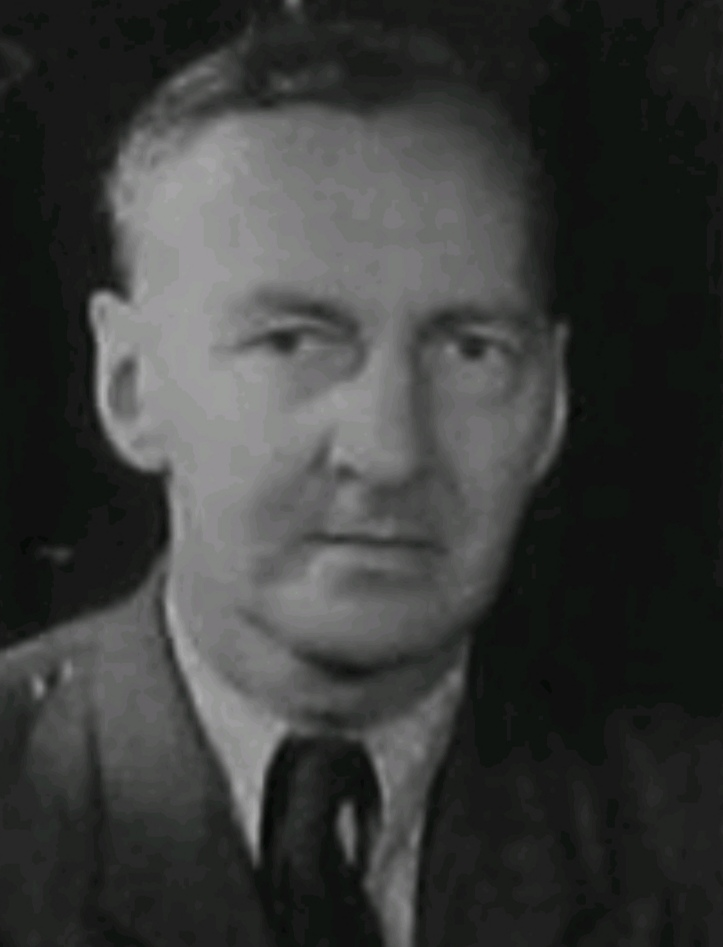
Виктор Александрович Ларионов преположительно в 60-х годах

Имя Виктора Ларионова встречается среди рассекреченных документов Центрального разведывательного управления США. В них Виктор Ларионов постоянно называется ближайшим помощником Николая Эразмовича Барановского. Согласно показаниям А. М. Голицына от 11 марта 1963 г, Барановский работал на французскую разведку. «Организация Барановского», как следует из другого документа была объединением русских эмигрантов, фактически частной разведывательной организацией, которая начала свою деятельность в 1947 г. В январе 1950  Барановский отчасти утратил свой независимый статус, став частью агентурной сети «Организации Гелена». Однако американская разведка невысоко ценила Барановского, называя его «торгашом информацией и фальсификатором».
Впрочем, как осенью 1949 г. сказал сам Барановский, Ларионов был его «коллегой, но не штатным сотрудником», то есть вольнонаёмным агентом. Его оплата не фиксировалась и зависела от информации, которую он поставлял. Так, в апреле 1949 Ларионов получил 700 марок. Задачей Ларионова было сообщать о «подозрительных русских». И здесь у Барановского было собрано большое количество материалов.
Как следует из допроса анонимного источника, в 1952-1953 гг. Ларионов по заданию Бюро по защите Конституции интересовался евреями, незаконно эмигрировавшими в ФРГ, и другими лицами в одном из крупнейших лагере для перемещенных лиц Фёренвальд в американской оккупационной зоне. Ларионов также использовался западногерманской военной разведкой в качестве переводчика при допросе двух советских перебежчиков, Вилхо Форселя и Петра (Пекка) Тупицына, которые вначале пытались бежать в Финляндию, а затем перебрались в ФРГ. Куратором Ларионова в западногерманской контрразведке был Адам Бертольд Грюнбаум.
Отчасти поэтому в среде русской эмиграции за Ларионовым прочно закрепилось реноме агента западногерманской контрразведки. Поэтому нападение неопознанного хулигана на Ларионова ночью 3 апреля 1957 г. было воспринято как происки советских спецслужб. Нападение на Ларионова произошло после того, как несколькими днями ранее был ранен помощник Ларионова, Михаил Благодарный. Как предполагали в ФБР, организатором инцидента был советский резидент Георгий/Юрий Александрович Березов. Однако дальнейшие документы по происшествию ставят под сомнение причастность спецслужб. Поздним вечером 3 апреля 1957 г. переходивший через проезжую часть Ларионов был сбит автомобилем, за рулем которого находился Вальтер Шран, который сообщил о ДТП в полицию, и та вызвала медицинскую помощь. Если бы Шран хотел убить Ларионова, вряд ли он сообщил о происшествии в полицию.
По данным на 11 марта 1961 г. Ларионов находился на связи с офицером финской полиции «Пушкаревым» (он же Кирилл Корнелл), который рассматривал Ларионова как агента КГБ. Эта переписка в массе своей была перехвачена контрразведывательной программой ЦРУ. Одно из перехваченных американцами писем Корнелла-«Пушкарева» к Ларионову (от 20 августа 1961 г.) содержало список из 28 членов (из них 5 постоянных) Организационного комитета VIII Всемирного фестиваля «За мир и дружбу» молодежи и студентов, а также отчет о встрече Оргкомитета (40 человек из 24 стран), состоявшейся 18 августа 1961 г. в Хельсинки. Ларионов также ответно сообщал Корнеллу-«Пушкареву» сведения о белоэмигрантах и их организациях, в том числе и то, что в 1960 г. США резко сократили объёмы помощи НТС, вынудив многих его членов «переквалифицироваться». В качестве ответного жеста финн предоставил Ларионову список американцев-сотрудников радиостанции «Свобода» в Мюнхене, которые финансово поддерживают антисоветские политические организации и движения. «Пушкарев» также пересылал Ларионову (по запросу последнего) некоторую финскую прессу.
Проживал Ларионов в Людвигсфельде, а затем в Ванген-им-Алльгой на территории французской оккупационной зоны, по адресу: Херренштрассе, 12, позднее в Мюнхене по адресу: Smaragdstrasse, 19. Скончался 1-го декабря 1988 года, на 91-м году жизни.

### Семейная жизнь
Состоял в браке с Лидией Робертовной с 10 мая 1925 года. В первой половине 1920-х годов у будущих супругов родилась дочь Людмила.

## В культуре
Персонаж романа Ивана Дорбы «Белые тени», очерка Д. Галковского.
Прототип Владимира Сабурова — главного героя романа Вячеслава Бондаренко «Взорвать „Аврору“» (2012).

## Опубликованные работы
- Ларионов В. А. Боевая вылазка в СССР. Записки организатора взрыва Ленинградского Центрального партклуба (июнь 1927). — Париж, 1931. (недоступная ссылка)
- Ларионов В. А. Организация «Белая идея». // Наш путь, 1938, № 3. — С. 3.
- Ларионов В. А. Последние юнкера / предисловие и комментарии Николай Росс. — Frankfurt am Main: Посев, 1984. — 254 с.